# 高坂克巳
高坂 克巳(こうさか かつみ、1947年 - 2002年10月17日）は、日本のUFO研究家、竹内文書研究家、作家。
高坂 剋魅（こうさか かつみ）、高坂 和導（こうさか わどう）等のペンネームあり。
配偶者は竹内文書研究家で旅行家の三和導代。

## 著作
- 『地球遺跡 宇宙人のなぞ』（高坂剋魅、立風書房、ジャガーバックス）1974年
- 『超図解 竹内文書 - 地球3000億年の記憶』（高坂和導、徳間書店、超知ライブラリー）1995年
- 『超図解 竹内文書〈2〉 - 天翔ける世界天皇(スメラミコト) 甦るミロク維新とは何か』（高坂和導、徳間書店、超知ライブラリー) 1995年
- 『「竹内文書」超古代アメリカを行く - アメリカ・インディアンは日本から派遣された天皇の皇子たちの末裔だった!』（高坂和導、徳間書店）1997年
- 『医者でダメなら - 神具“ホウリン”の奇跡』（高坂和導、明窓出版）1998年
  - 『宇宙の力で身体がみるみる変わる「ホウリンセラピー」』（高坂和導）：上書の電子復刻版
- 『トンデモ発想で生きてみないか?』（高坂和導、サンマーク出版）2002年
  - 『世界を変える異端者であれ！』（高坂和導）：上書の電子復刻版
- 『竹内文書 - 世界を一つにする地球最古の聖典』（高坂和導、徳間書店、5次元文庫）2008年
- 『[ヴィジュアルガイド] 竹内文書 - オリンピック五輪のマークは五色人から 万国世界天皇へ』（高坂和導、三和導代との共著、ヒカルランド）2014年
- 『竹内文書でわかった太古の地球共通文化は【縄文JAPAN】だった』（高坂和導、三和導代との共著、ヒカルランド）2014年